# Gendalen
Gendalen är en småort i Alingsås kommun, som huvudsakligen utgörs av jordbruksbyn Genneved i Stora Mellby socken. 
Namnet härrör från år 1900, då Västgötabanan togs i bruk. Post- och järnvägsstationen på orten fick heta Gendalen, för att inte förväxlas med Genevad i Halland.
Genneveds kyrka brändes 1546. Under 1900-talet har här uppförts en minnessten och en klockstapel.